# Betriebsratswahl
Dieser Artikel beschäftigt sich mit der Betriebsratswahl nach deutschem Recht. Der Betriebsrat ist die betriebliche Interessenvertretung der Arbeitnehmer eines Betriebes (Belegschaft) gegenüber dem Arbeitgeber.

## Einführung
Das Recht der Betriebsratswahl ist in den §§ 1 und 7 bis 20 des Betriebsverfassungsgesetzes (BetrVG) geregelt. Die zahlreichen Einzelheiten des Wahlrechts sind in der Wahlordnung zum Betriebsverfassungsgesetz (WO) geregelt. Das Betriebsverfassungsrecht gilt ausschließlich in der Privatwirtschaft. Für den Bereich des öffentlichen Dienstes werden Personalräte gewählt. Abgegrenzt wird formal nach der Rechtsform des Arbeitgebers und nicht nach der Aufgabe, die wahrgenommen wird. Ist der Arbeitgeber eine natürliche Person oder eine Gesellschaft in privatrechtlicher Rechtsform, gilt Betriebsverfassungsrecht.
Beispiele:
- Die Müllwerker der städtischen Müllabfuhr wählen einen Personalrat, wenn die Stadtwerke – ihr Arbeitgeber – noch als Eigenbetrieb der Kommune oder des Landkreises oder als Anstalt öffentlichen Rechts geführt wird. Haben die Stadtwerke jedoch eine Rechtsform des privaten Rechts (zum Beispiel GmbH oder Aktiengesellschaft) wählen die Müllwerker einen Betriebsrat. Dies gilt auch dann, wenn sich dieses Unternehmen im vollständigen Eigentum der Kommune befindet.
- Beschäftigt eine Brauerei oder ein Weingut Arbeitnehmer, wird es sich im Regelfall um Unternehmen der Privatwirtschaft handeln, in denen ein Betriebsrat zu wählen ist. Es gibt aber auch noch einige staatliche Brauereien und Weingüter, deren Arbeitnehmer dann Personalräte zu bilden haben, obwohl es sich im umgangssprachlichen Sinne nicht mehr um den öffentlichen Dienst handelt und dort auch keine Kernaufgaben des öffentlichen Dienstes wahrgenommen werden.

In Religionsgemeinschaften und ihren karitativen und erzieherischen Einrichtungen können unabhängig von ihrer Rechtsform weder Personal- noch Betriebsräte gewählt werden (§ 118 Abs. 2 BetrVG, § 1  Abs. 2 Bundespersonalvertretungsgesetz – BPersVG) Diese umfassende Bereichsausnahme betrifft alle Religionsgemeinschaften und nicht nur die christlichen Kirchen. Die beiden großen christlichen Kirchen, die Evangelische Kirche in Deutschland (EKD) und die römisch-katholische Kirche in Deutschland haben jedoch Kirchengesetze erlassen, nach denen in ihren Kirchen und Einrichtungen Mitarbeitervertretungen gewählt werden können, die eine ähnliche Stellung genießen wie Betriebs- oder Personalräte; Näheres dazu im Artikel Arbeitsrecht der Kirchen.

## Voraussetzung der Betriebsratsgründung
Ein Betriebsrat kann in jedem Betrieb mit 5 oder mehr „ständig wahlberechtigten Arbeitnehmern“ gewählt werden (§ 1 BetrVG). Von den Arbeitnehmern müssen drei wählbar sein. Die Formulierung in § 1, dass bei der genannten Mindestzahl an wahlberechtigten Arbeitnehmern „Betriebsräte . . . gewählt werden“, bedeutet nicht, dass sie in all diesen Betrieben tatsächlich gewählt werden; es besteht dazu lediglich die Möglichkeit. Wahlberechtigt sind alle Arbeitnehmer, die das 16. Lebensjahr vollendet haben (§ 7 BetrVG). Arbeitnehmer sind „ständig“ im Sinne des Gesetzes beschäftigt, wenn sie entweder unbefristet eingestellt sind oder wenn sie mit Aufgaben betraut sind, die im Betrieb ständig anfallen. Gezählt wird „nach Köpfen“, so dass auch jeder teilzeitbeschäftigte Arbeitnehmer als voller Arbeitnehmer mitgerechnet wird (anders zum Beispiel in § 23 KSchG, wo Teilzeitkräfte nur mit einem Bruchteil einer Vollzeitkraft gerechnet werden).
Die Größe des zu wählenden Betriebsrats hängt von der Größe des Betriebes ab. In Betrieben mit bis zu 20 wahlberechtigten Arbeitnehmern besteht der Betriebsrat aus einer Person, bei bis zu 50 wahlberechtigten Arbeitnehmern aus 3 Personen. Bei bis zu 100 Arbeitnehmern besteht er aus 5, bei bis zu 200 Arbeitnehmern aus 7 und ab 201 Arbeitnehmern aus 9 Personen. Die Einzelheiten für noch größere Betriebe ergeben sich aus § 9 BetrVG.
Beziehen sich gesetzliche Vorschriften über die Betriebsratswahl auf eine bestimmte Anzahl oder einen bestimmten Anteil von Arbeitnehmern des Betriebs, sind seit 1. April 2017 Leiharbeitnehmer zu berücksichtigen, wenn sie länger als sechs Monate im Betrieb eingesetzt wurden (§ 14 Abs. 2 Satz 4 bis 6 AÜG).

## Wahlrecht

### Aktives Wahlrecht
Das aktive Wahlrecht, also das Recht sich durch die Abgabe der Stimme an der Wahlentscheidung zu beteiligen, haben nach § 7 BetrVG alle Arbeitnehmer des Betriebes, die das 16. Lebensjahr vollendet haben.
Zu den Arbeitnehmern zählen nach § 5 Abs. 1 BetrVG auch
- die Auszubildenden („die zu ihrer Berufsausbildung Beschäftigten“) und
- die Heimarbeiter, die in der Hauptsache für den Betrieb arbeiten.

Die Auszubildenden (Azubi) zählen demnach zu den wahlberechtigten Arbeitnehmern, wenn sie das 16. Lebensjahr vollendet haben. Ist diese Voraussetzung nicht erfüllt, steht ihnen nur das Wahlrecht zur Jugend- und Auszubildendenvertretung (JAV) nach §§ 60 ff. BetrVG zu. Die zu ihrer Berufsausbildung Beschäftigten, die älter als 16 Jahre alt sind, haben sowohl das Wahlrecht zum Betriebsrat als auch das Wahlrecht zur JAV.
Nicht zu den Arbeitnehmern im betriebsverfassungsrechtlichen Sinne gehören die leitenden Angestellten im Sinne von § 5 Abs. 3 BetrVG. § 5 Abs. 2 BetrVG schließt weitere Personen vom Wahlrecht aus, die man ohne diese Klarstellung im Gesetz möglicherweise noch als Arbeitnehmer ansehen müsste. Für Leitende Angestellte gilt jedoch das Gesetz über Sprecherausschüsse der leitenden Angestellten (Sprecherausschussgesetz – SprAuG).
Das Wahlrecht steht nur Arbeitnehmern zu und nicht anderen Personen, die in ähnlicher Stellung im Betrieb tätig sind. Es steht insbesondere nicht den freien Mitarbeitern zu (englisch: Freelancer) – soweit sie nicht in den betrieblichen Ablauf in persönlicher Abhängigkeit integriert werden.
Das Wahlrecht steht nur den betriebsangehörigen Arbeitnehmern zu (vgl. Wortlaut des § 7 BetrVG). Arbeitnehmer anderer Betriebe haben kein Wahlrecht; das gilt auch dann, wenn sie über längere Zeit wie eigene Arbeitnehmer in die Betriebsabläufe integriert tätig sind. Das Wahlrecht steht diesen Arbeitnehmern aber ausnahmsweise dann zu, wenn sie „zur Arbeitsleistung“ überlassen worden sind, was typischerweise bei Leiharbeitnehmern nach dem Arbeitnehmerüberlassungsgesetz der Fall ist, und dann auch nur, wenn sie länger als drei Monate im Betrieb eingesetzt werden (§ 7 BetrVG).
Nach den §§ 11 und 12 der Wahlordnung (WO) erfolgt die Stimmabgabe durch die Abgabe von Stimmzetteln in dafür bestimmten und geeigneten Wahlumschlägen. Der Wahlvorstand hat dafür zu sorgen, dass die Abgabe unbeobachtet geschieht.
Briefwahl ist nach § 24 WO möglich, wenn Wahlberechtigte wegen Abwesenheit vom Betrieb verhindert sind, ihre Stimme persönlich abzugeben und diese Briefwahl beim Wahlvorstand beantragen. Ist dem Wahlvorstand bekannt, dass Wahlberechtigte im Zeitpunkt der Wahl nach der Eigenart ihres Beschäftigungsverhältnisses voraussichtlich nicht im Betrieb anwesend sein werden oder beschließt er die Briefwahl für Betriebsteile und Kleinstbetriebe, die räumlich weit vom Hauptbetrieb entfernt sind, hat er den betroffenen Wahlberechtigten die Briefwahlunterlagen unaufgefordert zu übermitteln.

### Passives Wahlrecht
Nach § 8 Abs. 1 BetrVG steht das passive Wahlrecht, also das Recht sich zur Wahl in den Betriebsrat zur Verfügung zu stellen (Bewerbung, Kandidatur) allen Beschäftigten mit dem aktiven Wahlrecht die das 18. Lebensjahr vollendet haben zu, sobald sie dem Betrieb mindestens sechs Monate angehören.
Dieser Grundsatz gilt nach § 8 Abs. 2 BetrVG nicht, wenn der ganze Betrieb noch keine 6 Monate besteht; dann sind alle aktive Wahlberechtigten auch gleichzeitig passiv wahlberechtigt. Außerdem können Betriebszugehörigkeitszeiten, die man in anderen Betrieben desselben Unternehmens oder in anderen Unternehmen desselben (Unterordnungs-)Konzerns durchlaufen hat, angerechnet werden, wenn sie ohne Unterbrechung erworben worden sind.

## Wahlzeitraum, Amtszeit
Betriebsratswahlen finden in Deutschland seit 1990 alle vier Jahre von Anfang März bis Ende Mai statt (§ 13 Abs. 1 BetrVG). Demnach wird der Betriebsrat für eine Amtszeit von vier Jahren gewählt. Die letzten Wahlen fanden 2022 statt, sodass die nächste regelmäßige Wahl im Jahr 2026 erfolgt. Besteht im Betrieb derzeit allerdings kein Betriebsrat, kann auch jederzeit außerhalb des regulären Wahlzeitraums ein Betriebsrat gewählt werden. Wird der Betriebsrat außerhalb des regulären Wahlzeitraums gewählt, hat er eine verkürzte Amtszeit, die nur bis zum nächsten regelmäßigen Wahlzeitraum andauert. (Ausnahme: Wird der Betriebsrat bis zu zwölf Monate vor Beginn des nächsten regelmäßigen Wahlzeitraums gewählt, hat er eine verlängerte Amtszeit bis zum übernächsten regelmäßigen Wahlzeitraum.)
Beispiele:
- Gründet sich in einem bisher betriebsratslosen Betrieb im Jahre 2011 ein Betriebsrat, hat er eine verkürzte Amtszeit bis maximal 31. Mai 2014 (also um die drei Jahre lang).
- Wird der Betriebsrat dagegen erst nach dem 1. März 2013 gewählt, hat er eine Amtszeit bis in den Wahlzeitraum 2018 hinein, da zwischen seiner Gründung und dem Beginn des nächsten regulären Wahlzeitraums (1. März 2014) weniger als ein Jahr liegt.

## Wahlvorstand
Die Wahl ist nur gültig, wenn sie von einem Wahlvorstand geleitet wird. Damit soll sichergestellt werden, dass die Wahl unparteiisch und ohne besondere Einflussmöglichkeiten des Arbeitgebers, einer Gewerkschaft oder einer sonstigen Interessensgruppe durchgeführt wird. Der Wahlvorstand besteht aus drei wahlberechtigten Personen und einem von ihnen als Vorsitzenden. Der Betriebsrat kann die Zahl der Wahlvorstandsmitglieder erhöhen, wenn dies zur ordnungsgemäßen Durchführung der Wahl erforderlich ist. Der Wahlvorstand muss in jedem Fall aus einer ungeraden Zahl von Mitgliedern bestehen. Für jedes Mitglied des Wahlvorstands kann für den Fall seiner Verhinderung ein Ersatzmitglied bestellt werden. (§ 16 Abs. 1 BetrVG).

### Gründung des Wahlvorstandes

#### … durch Bestellung
Besteht im Betrieb ein Betriebsrat, wird der Wahlvorstand vom Betriebsrat ins Amt gesetzt. Besteht im Betrieb kein Betriebsrat, muss der Wahlvorstand im Regelfall von der Belegschaft in einer Betriebsversammlung gewählt werden (siehe unten). Gehört der betriebsratslose Betrieb aber zu einem Unternehmen, in dem es einen Gesamtbetriebsrat gibt, kann auch dieser den Wahlvorstand ins Amt setzen; gibt es keinen Gesamtbetriebsrat, jedoch einen Konzernbetriebsrat, kann auch dieser den Wahlvorstand ins Amt setzen (§ 17 Abs. 1 BetrVG).
„Sofern der bisherige Betriebsrat acht Wochen vor Ablauf seiner Amtszeit noch keinen Wahlvorstand bestellt haben sollte, können mindestens drei wahlberechtigte Arbeitnehmer oder eine im Betrieb vertretene Gewerkschaft beim Arbeitsgericht einen Antrag auf Bestellung eines Wahlvorstandes stellen. In dem Antrag können Vorschläge für die Zusammensetzung des Wahlvorstandes gemacht werden (§ 16 Abs. 2 BetrVG).“

#### … durch Wahl
Besteht im Betrieb kein Betriebsrat, muss der Wahlvorstand von der Belegschaft in einer Betriebsversammlung gewählt werden (Ausnahmen siehe oben).
Zu der Betriebsversammlung, in der der Wahlvorstand im betriebsratslosen Betrieb gewählt werden soll, können drei wahlberechtigte Arbeitnehmer des Betriebes oder eine im Betrieb vertretene Gewerkschaft einladen (§ 17 Abs. 3 BetrVG). Zu dieser Versammlung muss so eingeladen werden, dass alle Arbeitnehmer des Betriebes die Chance haben, die Einladung zur Kenntnis zu nehmen. Der Wahlvorstand ist dann gewählt, wenn er die Mehrheit der anwesenden Arbeitnehmer auf sich vereinen kann (§ 29 WO); erforderlich ist also die sogenannte „einfache Mehrheit“. Findet trotz ordnungsgemäßer Einladung zur Betriebsversammlung diese nicht statt, oder wird auf ihr kein Wahlvorstand gewählt, wird der Wahlvorstand auf Antrag von drei Arbeitnehmern oder einer im Betrieb vertretenen Gewerkschaft durch das Arbeitsgericht bestellt (§ 17 Abs. 4 BetrVG).

### Aufgaben des Wahlvorstandes
Der Wahlvorstand führt die Betriebsratswahl nach näherer Maßgabe der Wahlordnung (WO) durch.
Er muss zunächst eine Liste der wahlberechtigten Arbeitnehmer erstellen (Wählerliste – § 2 WO). Außerdem muss er das Wahlausschreiben (§ 3 WO) aushängen. Im weiteren Verlauf prüft er die eingegangenen Wahlvorschläge und erstellt daraus die Stimmzettel. Schließlich überwacht er die Stimmabgabe, zählt anschließend öffentlich die abgegebenen Stimmen aus und ermittelt daraus die gewählten Mitglieder des Betriebsrats. Mit der zwingend erforderlichen öffentlichen Bekanntgabe des Wahlergebnisses durch den Wahlvorstand ist die Wahl abgeschlossen. Da der gewählte Betriebsrat jedoch noch keinen „Kopf“ in Form eines oder einer Vorsitzenden hat, muss der Wahlvorstand auch noch zur ersten Sitzung des Betriebsrats einladen und diese leiten, bis aus der Mitte des Betriebsrats ein Versammlungsleiter gewählt ist (§ 29 Abs. 1 BetrVG).
In Betrieben mit regelmäßig bis zu 50 Arbeitnehmern wird der Betriebsrat in einer Betriebsversammlung (Belegschaftsversammlung) gewählt; ist der Betrieb größer, ist die Durchführung einer Betriebsversammlung nicht erforderlich. Die Wahl wird als geheime Wahl durchgeführt, die Stimmabgabe erfolgt also durch Einwurf eines unbeobachtet ausgefüllten Stimmzettels in eine Wahlurne, so wie man das auch von politischen Wahlen zum Bundestag oder zu einem Landtag kennt. Briefwahl („schriftliche Stimmabgabe“ im Juristendeutsch) ist in Ausnahmefällen möglich.

## Kosten der Wahl
Die Kosten der Wahl des Betriebsrats trägt der Arbeitgeber (§ 20 BetrVG). Der Wahlvorstand darf aber nur die erforderlichen Kosten auslösen. Wahlvorstandsmitglieder bedürfen keiner Genehmigung des Arbeitgebers, wenn sie ihren Arbeitsplatz zur Wahrnehmung ihres Amtes verlassen müssen. Sie haben sich allerdings ab- und zurückzumelden (§ 20 Abs. 3 BetrVG). Es ist das volle Entgelt mit allen Zuschlägen zu zahlen. Wenn ohne die Tätigkeit im Wahlvorstand Überstunden angefallen wären, sind sie ebenfalls zu vergüten, auch wenn es sich dabei nicht um regelmäßig anfallende Überstunden handelt (BAG, 29. Juni 1988, AP Nr. 1 zu § 24 BPersVG). Zur Betätigung im Wahlvorstand gehört die Teilnahme an einer Schulungsveranstaltung, wie sie für Betriebsratsmitglieder nach § 37 Abs. 6 BetrVG erforderlich ist. (BAG, 7. Juni 1984, AP Nr. 10 zu § 20 BetrVG 1972).

## Schulungsanspruch
Da bereits kleine Formfehler zur Ungültigkeit der Betriebsratswahl führen können, erstreckt sich der in § 37 Abs. 6 BetrVG in Verbindung mit § 20 Abs. 3 BetrVG normierte Schulungsanspruch auf alle Mitglieder des Wahlvorstands. Der Schulungsanspruch gilt hierbei auch für ehemalige Wahlvorstandsmitglieder, wenn der zeitliche Abstand zwischen den Betriebsratswahlen ein Auffrischen der Kenntnisse notwendig macht. Die Kosten des Seminarbesuchs hat, wie auch die Kosten der Betriebsratswahl, gemäß § 20 Abs. 3 BetrVG der Arbeitgeber zu tragen.

## Kündigungsschutzvorschriften

### Mitglieder des Wahlvorstandes
Die Mitglieder des Wahlvorstandes genießen einen besonderen gesetzlichen Schutz gegen Kündigungen nach § 15 Abs. 3 KSchG. Eine Kündigung ist nur möglich, wenn ein wichtiger Grund zur Kündigung im Sinne von § 626 BGB vorliegt und wenn der Betriebsrat der Kündigung nach § 103 BetrVG zugestimmt hat. Gibt es keinen Betriebsrat, der zustimmen könnte, muss der Arbeitgeber die Zustimmung beim Arbeitsgericht beantragen. Verweigert der Betriebsrat die Zustimmung, kann der Arbeitgeber die verweigerte Zustimmung vom Arbeitsgericht ersetzen lassen. Das Arbeitsgericht muss die verweigerte Zustimmung ersetzen, wenn ein wichtiger Grund zur Kündigung vorliegt. Dieser doppelte Schutz vor Kündigungen beginnt mit der Bestellung oder Wahl des Wahlvorstandes und endet mit der Bekanntgabe des Wahlergebnisses. In einer „Abkühlungsphase“ danach besteht noch für ein halbes Jahr ein abgeschwächter Kündigungsschutz; auch jetzt kann das Arbeitsverhältnis nur aus wichtigem Grunde im Sinne von § 626 BGB gekündigt werden, eine zusätzliche Zustimmung des Betriebsrats ist jedoch nicht mehr erforderlich.

### Wahlbewerber
In gleicher Weise wie die Mitglieder des Wahlvorstandes sind die Bewerber zur Betriebsratswahl geschützt. Ihr „doppelter Schutz“ beginnt mit der Aufstellung des Wahlvorschlags und endet wie beim Wahlvorstand mit der Bekanntgabe des Wahlergebnisses. Die danach gewählten Mitglieder des Betriebsrats behalten diesen „doppelten Schutz“ (§ 15 Abs. 1 KSchG). Für die übrigen Bewerber gibt es noch den „einfachen Schutz“ in der Abkühlungsphase, die wie beim Wahlvorstand ein halbes Jahr andauert.

### „Einlader“ im betriebsratslosen Betrieb
Die drei Arbeitnehmer, die zu der Betriebsversammlung zur Wahl eines Wahlvorstandes in einem betriebsratslosen Betrieb eingeladen haben, genießen seit 2001 wenigstens einen abgeschwächten Kündigungsschutz, der dem aus der „Abkühlungsphase“ für den Wahlvorstand und die Wahlbewerber nachempfunden ist (vgl. § 15 Abs. 3a KSchG).

## Sonstige Wahlgrundsätze

### Behinderung einer Betriebsratswahl
Niemand darf die Wahl des Betriebsrates behindern. Insbesondere darf kein Arbeitnehmer in der Ausübung seines aktiven und passiven Wahlrechts beschränkt werden (§ 20 Abs. 1 BetrVG). Die vorsätzliche Behinderung der Wahl ist nach § 119 BetrVG eine Straftat.

### Wahlwerbung
Zu einer Betriebsratswahl gehören „alle mit der Wahl zusammenhängenden oder ihr dienenden Handlungen“, insbesondere auch Wahlwerbung, sofern diese nicht gegen gesetzliche oder arbeitsvertragliche Pflichten verstößt. Wahlwerbung ist hierbei ausdrücklich erlaubt. Werden einzelne Bewerber oder gar Koalitionen, unabhängig davon ob diese gewerkschaftlicher Natur sind oder Vereinigungen von Arbeitnehmern eines Betriebes, daran gehindert, im Vorfeld einer Betriebsratswahl Werbung für sich zu machen, ist dies als Verstoß gegen die entsprechenden Schutzvorschriften des Grundgesetzes, insbesondere gegen die Koalitionsfreiheit nach Art. 9 Abs. 3 GG in Verbindung mit dem Schutz der Meinungsfreiheit nach Art. 5 Abs. 1 GG sowie als Verstöße gegen den im Betriebsverfassungsgesetz verbrieften Schutz von Betriebsratswahlen nach § 20 Abs. 1 BetrVG auszulegen. Bei Verstößen gegen § 20 BetrVG ist dann zusätzlich noch der Straftatsparagraph § 119 Abs. 1 BetrVG zu berücksichtigen.

## Vereinfachtes Wahlverfahren für Kleinbetriebe
In Betrieben bis 100 wahlberechtigten Arbeitnehmern findet nach § 14a BetrVG ein vereinfachtes Wahlverfahren statt. Die Anwendung des vereinfachten Verfahrens ist auch in Betrieben mit in der Regel 101 bis 200 wahlberechtigten Arbeitnehmern möglich, wenn der Wahlvorstand und der Arbeitgeber dies vereinbaren.
Bei dem vereinfachten Verfahren wird der Betriebsrat auf einer Wahlversammlung in geheimer und unmittelbarer Wahl gewählt. In Betrieben ohne Betriebsrat findet zunächst eine Wahlversammlung zur Wahl des Wahlvorstands statt (wenn nicht der Wahlvorstand durch einen Gesamt- oder Konzernbetriebsrat bestellt wird), und eine Woche später die Wahlversammlung zur Wahl des Betriebsrats (zweistufiges Verfahren).
Bei dem vereinfachten Wahlverfahren wird der Betriebsrat immer in einer Personenwahl (Mehrheitswahl) und nicht einer Listenwahl (Verhältniswahl) gewählt.

## Wahlanfechtung
Im Rahmen einer Wahlanfechtung kann man gerichtlich überprüfen lassen, ob die Wahl ordnungsgemäß durchgeführt worden ist. Die Wahlanfechtung ist aber nur innerhalb von 2 Wochen nach Bekanntgabe des Wahlergebnisses möglich (§ 19 BetrVG). Innerhalb dieser Frist ist dem Gericht bereits der betriebsverfassungsrechtlich erhebliche Tatbestand mitzuteilen, auf dem die Anfechtbarkeit beruhen soll. Ist die Wahlanfechtung erfolgreich, verliert der Betriebsrat sein Amt; der Amtsverlust tritt nur mit Wirkung für die Zukunft ein; bisher gefasste Beschlüsse und Vereinbarungen behalten also ihr Wirksamkeit.
Nach Ablauf der 2-wöchigen Anfechtungsfrist genießt auch der fehlerhaft gewählte Betriebsrat alle Rechte und Pflichten eines Betriebsrats; er wird in jeder Hinsicht so behandelt, wie wenn die Wahl fehlerfrei durchgeführt worden wäre. Davon gibt es allerdings eine vielleicht seltene jedoch bedeutende Ausnahme: Sind bei der Wahl ganz fundamentale Fehler unterlaufen, kann die Wahl nämlich auch nichtig sein (Nichtigkeit der Betriebsratswahl). Ein aus einer nichtigen Wahl hervorgegangener Betriebsrat genießt in keiner Hinsicht die Rechte eines Betriebsrats. Der Arbeitgeber und jeder andere kann sich auch außerhalb der Anfechtungsfrist auf die Nichtigkeit der Wahl berufen.
Beispiele:
- Wahl eines Betriebsrats in einem kirchlichen Krankenhaus[4] oder in einem Kinderdorf, dessen Träger Mitglied der Diakonie ist;[5]
- Wahl eines Betriebsrats für einen Betrieb, in dem bereits ein Betriebsrat besteht;[6]
- Nichtig wäre auch der Versuch, in einer öffentlich-rechtlich geführten Einrichtung statt eines Personalrates einen Betriebsrat zu wählen.

## Fortbildungsangebote für den Wahlvorstand
Die Mitarbeit im Wahlvorstand ist eine sehr verantwortungsvolle Aufgabe, die viel Arbeit mit sich bringt und die in Ausnahmefällen auch dazu führen kann, dass man ohne eigenes Zutun in Interessenkonflikte zwischen Arbeitgeber und Belegschaft oder Teilen der Belegschaft hineingezogen wird. Wenn man zum Wahlvorstand bestimmt oder gewählt worden ist und sich in den Einzelheiten des Wahlrechts nicht auskennt, sollte man sich daher unbedingt auf diesem Gebiet fortbilden. Dies kann entweder informell durch Beratung durch erfahrene Kollegen erfolgen oder durch Teilnahme an einer kommerziellen Fortbildungsveranstaltung, wie sie von den gewerkschaftlichen Bildungseinrichtungen oder privaten Instituten angeboten werden. Soweit die Teilnahme an einer externen kostenpflichtigen Schulung zur fehlerfreien Durchführung der Wahl erforderlich ist, gehören die dadurch verursachten Kosten zu den Kosten der Wahl (§ 20 Abs. 3 BetrVG), die der Arbeitgeber zu tragen oder zu ersetzen hat. Die externen Schulungen nehmen üblicherweise 1 oder 2 Tage in Anspruch.

## Anhang (Termine und Fristen)
Durchführung der Betriebsratswahl – Ablaufplan (Regelwahlverfahren)

### Zeitpunkt
Die regelmäßigen Wahlen finden alle 4 Jahre zwischen dem 1. März und dem 31. Mai statt (§ 13 Abs. 1 BetrVG).

### Bestellung des Wahlvorstandes
- spätestens zehn Wochen vor Ablauf seiner Amtszeit durch den Betriebsrat (§ 16 Abs. 1 BetrVG)
- besteht acht Wochen vor Ablauf der Amtszeit des Betriebsrats kein Wahlvorstand, Bestellung durch das Arbeitsgericht auf Antrag von mindestens drei Wahlberechtigten oder einer im Betrieb vertretenen Gewerkschaft (§ 16 Abs. 2 BetrVG)
- besteht acht Wochen vor Ablauf der Amtszeit des Betriebsrats kein Wahlvorstand, kann auch der Gesamtbetriebsrat oder, falls ein solcher nicht besteht, der Konzernbetriebsrat den Wahlvorstand bestellen (§ 16 Abs. 3 BetrVG)

### Zuordnungsverfahren für Leitenden Angestellte
- spätestens acht Wochen vor dem ersten Tag der Stimmabgabe Verständigung der Wahlvorstände über die Zuordnung Leitender Angestellter (§ 18a Abs. 1 Satz 1 BetrVG i. V. m. § 3 Abs. 1 Satz 1 WO)
- bei Scheitern spätestens sieben Wochen vor dem ersten Tag der Stimmabgabe Entscheidung des Vermittlers (§ 18a Abs. 2 BetrVG i. V. m. § 3 Abs. 1 Satz 1 WO)

### Bestimmung der Mindestsitze für das Geschlecht in der Minderheit (§ 5 WO)
Direkt im Anschluss an die Zuordnung der Leitenden Angestellten (§ 5 WO)

### Erlass des Wahlausschreibens – Einleitung der Wahl
Spätestens sechs Wochen vor dem ersten Tag der Stimmabgabe (§ 3 Abs. 1 Satz 1 WO) und Auslegen der Wählerlisten (§ 2 Abs. 4 Satz 1 WO)

### Einsprüche gegen die Wählerliste
Spätestens vor Ablauf von zwei Wochen nach Erlass des Wahlausschreibens, außer bei Eintritt von Wahlberechtigten in den Betrieb oder bei Ausscheiden aus dem Betrieb (§ 4 Abs. 1, 3 WO)

### Einreichen der Wahlvorschläge
Spätestens vor Ablauf von zwei Wochen seit Erlass des Wahlausschreibens beim Wahlvorstand (§ 6 Abs. 1 Satz 2 WO)

### Prüfung der Vorschlagslisten
Unverzüglich, möglichst zwei Arbeitstage nach Eingang, sofortige Mitteilung von Beanstandungen (§ 7 Abs. 2 Satz 2 WO)

### Beseitigung von Mängeln der Vorschlagslisten
Spätestens drei Arbeitstage nach Erhalt der Beanstandung (§ 8 Abs. 2 WO)

### Bekanntmachung der gültigen Vorschlagslisten
Spätestens eine Woche vor Beginn der Stimmabgabe (§ 10 Abs. 2 WO)

### Stimmauszählung, Bekanntgabe des Ergebnisses und Wahlniederschrift
Unverzüglich nach Abschluss der Wahl (§ 13, § 16 WO)
Weitere Einzelheiten zur Stimmauszählung und Sitzzuteilung sind in der
Wahlordnung beschrieben.

### Benachrichtigung der Gewählten
Unverzüglich schriftlich (§ 17 Abs. 1 Satz 1 WO)

### Etwaige Ablehnung der Wahl
Spätestens drei Arbeitstage nach Zugang der Benachrichtigung (§ 17 Abs. 1 Satz 2 WO)

### Bekanntmachung der Gewählten
Sobald die Namen der Gewählten feststehen durch zweiwöchigen Aushang (§ 18 Satz 1 WO)

### Übersendung der Wahlniederschrift
Unverzüglich nach Abschluss der Wahl an den Arbeitgeber sowie die im Betrieb vertretenen Gewerkschaften (§ 18 Satz 2 WO)

### Einladung zur konstituierenden Sitzung des Betriebsrats
Vor Ablauf einer Woche nach dem Wahltag durch den Wahlvorstand (§ 29 Abs. 1 Satz 1 BetrVG)

### Etwaige Wahlanfechtung
Spätestens zwei Wochen nach Bekanntgabe des Wahlergebnisses (§ 19 Abs. 2 Satz 2 BetrVG)